# Hirasea planulata
Hirasea planulata fue una especie de molusco gasterópodo de la familia Endodontidae en el orden de los Stylommatophora.

## Distribución geográfica
Se encontraba sólo en Japón.